# Alchemilla chilitricha
Alchemilla chilitricha é uma espécie de rosácea do gênero Alchemilla, pertencente à família Rosaceae.